# Coronavirus canin de la pneumonie humaine de 2018
Ne doit pas être confondu avec Coronavirus respiratoire canin.
Coronavirus
forme
Classification phylogénétique
- Espèce : Alphacoronavirus 1
  - Coronavirus de la gastro-entérite transmissible porcine (TGEV, porc)
  - Coronavirus félin (chat)
  - Coronavirus canin (chien)
    - CCoV-II
      - CCoV-HuPn-2018

Le Coronavirus canin de la pneumonie humaine de 2018  ou CCoV-HuPn-2018 est un virus découvert pour la première fois dans une étude de surveillance au Sarawak, en Malaisie, chez des patients hospitalisés atteints de pneumonie. Il s'agit peut-être du huitième coronavirus connu pour provoquer une maladie chez l'humain, mais aucune transmission interhumaine n'a été observée. Il s'agit d'un alphacoronavirus recombinant canin-félin (génotype II) apparenté à la souche CCoV-II d'Alphacoronavirus 1. 

## Description
Des échantillons nasopharayngés de 300 patients hospitalisés pour une pneumonie à Sarawak, en Malaisie, entre 2017 et 2018 ont été analysés. Huit cas (tous des enfants) ont révélé la présence de Coronavirus canin. Chez l'un d'eux, une souche présumée pathogène a été isolée et séquencée. Il s'agit d'un virus recombiné avec le FCoV félin et qui présente une adaptation au récepteur AP-N (type CCoV-II). Il est recombiné avec une partie du FCoV dans le domaine S2 et présente une délétion spécifique de 12 acides aminés dans la protéine N,.
Des essais ultérieurs ont montré que les cellules pulmonaires humaines n’étaient pas réceptives in vitro à cette souche.